# Cerámica Hirado
La cerámica Hirado (平戸焼 hirado-yaki?) es un tipo de cerámica y porcelana japonesa fabricada principalmente en los hornos de Mikawachi, Sasebo, Nagasaki, por lo que también se conoce como Cerámica Mikawachi (三川内焼?). Se fabricaba en el antiguo dominio feudal de Hirado, propietario de los hornos y responsable de organizar y dirigir su producción.

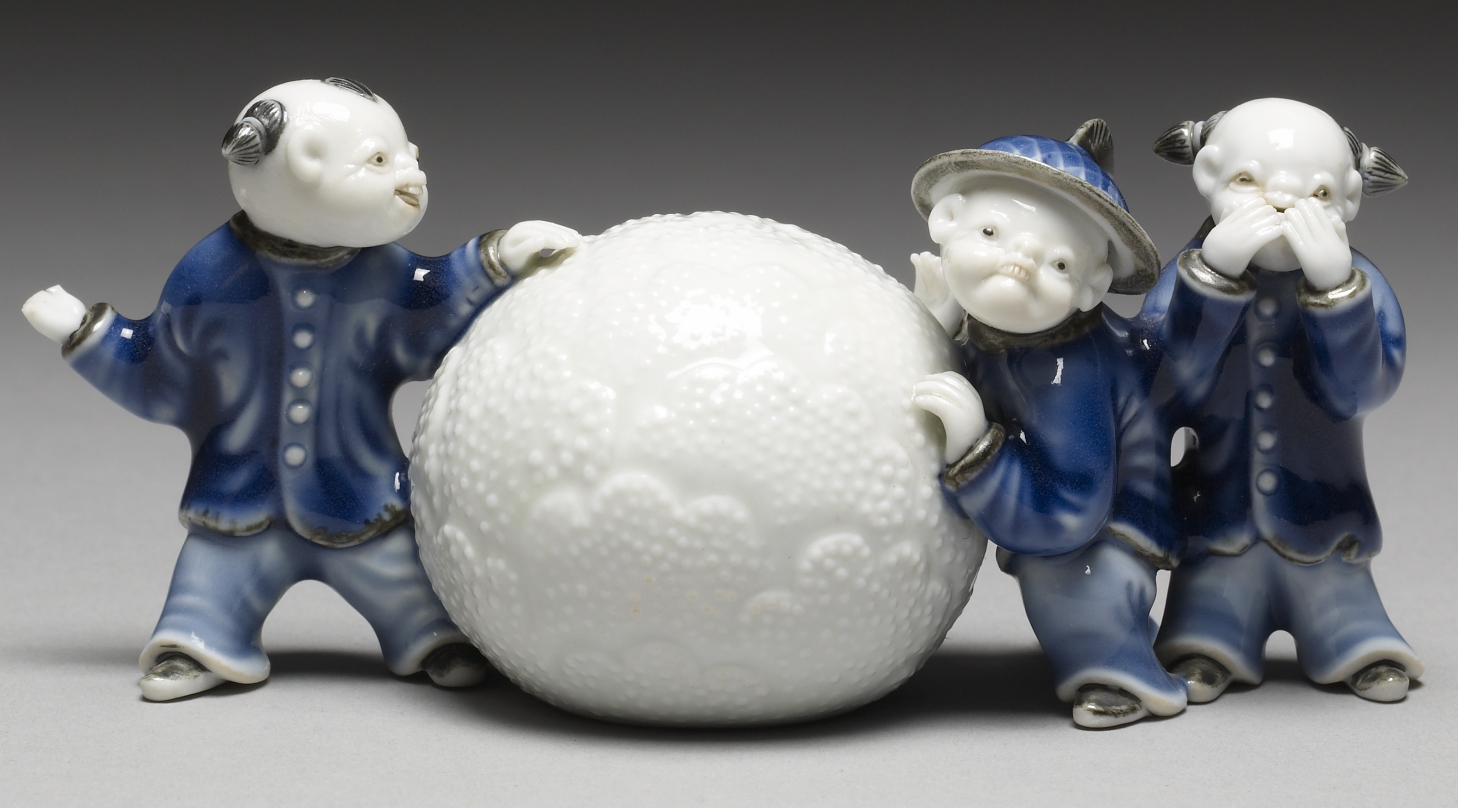
Reposapinceles en forma de niños karako con una bola de nieve, porcelana con azul bajo cubierta, 1800-1830

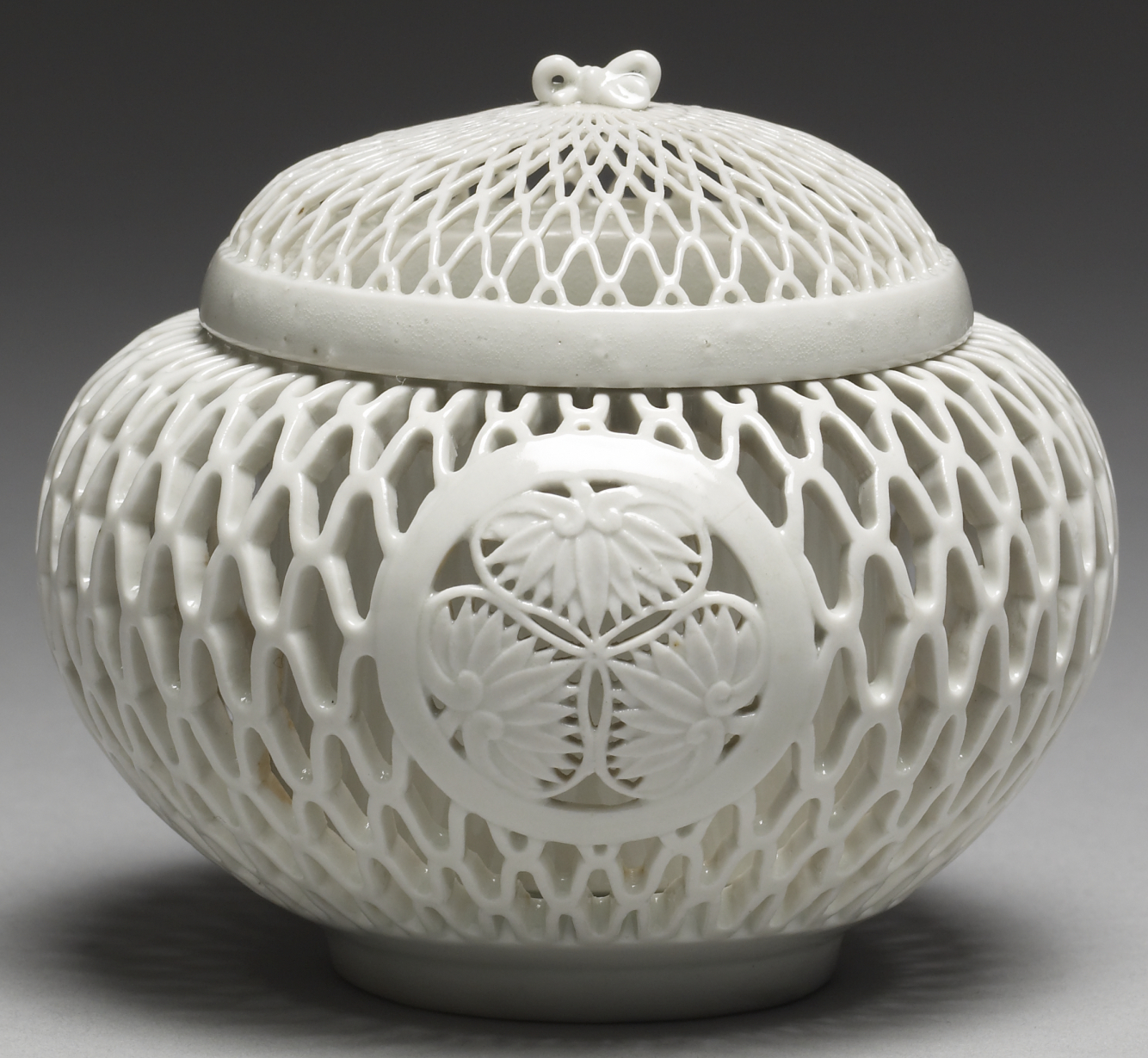
Quemador de incienso calado (koro) de cerámica Hirado con el escudo del Clan Tokugawa, Shōgun aoi mon, 1775–1800

Es conocida sobre todo por su porcelana sometsuke (cerámica azul y blanca), azul cobalto y blanco bajo vidriado, en la que la cantidad de azul suele ser reducida, lo que hace resaltar el detallado modelado y el finísimo color blanco de la porcelana. Tiene un grano más fino que la mayoría de las porcelanas japonesas lo que permite detalles minuciosos y calados sutiles y complicados en sus formas. Se utilizaba para vajillas, pero destacaba especialmente para pequeñas figuras y objetos funcionales, como quemadores de incienso y reposa-pinceles. Se desarrolló para proveer al mercado nacional japonés en el siglo XVIII, en el intervalo entre los dos periodos principales de exportación de la porcelana japonesa, y produjo gran parte de la mejor cerámica japonesa de finales del siglo XVIII y principios del XIX. Cuando se reanudaron las exportaciones a gran escala, tuvo una importante presencia comercial.

## Historia y características
La familia Hirado Daimyō, los Matsura, fundó una aldea de ceramistas coreanos a principios del siglo XVII. Fabricaba Cerámica Karatsu. En la siguiente generación, a mediados de la década de 1630, uno de ellos, Sanojō (1610-1694), descubrió un yacimiento de caolín, materia prima fundamental presente en la porcelana, en Mikawachi. En 1637 se asentaron allí más alfareros. Al año siguiente Sanojō fue nombrado administrador jefe de la producción local, y hacia 1650 tres pueblos alfareros se habían combinado en una sola empresa, que para ese entonces producía porcelana, aunque probablemente todavía no de forma exclusiva. Al igual que con la Cerámica Nabeshima, los señores Matsura usaban los hornos para producir "cerámica de representación" de la más alta calidad para su propio uso y para ofrecerla como un obsequio políticamente importante al Shōgun, al emperador y a otras familias daimyō. El hijo de Sanojō, Imamura Ajibe, elaboró juegos de piezas de porcelana para entregárselos al shōgun en 1664 y al emperador en 1699. Sin embargo, estas piezas del siglo XVII son similares a algunas de Porcelana de Imari, con un tinte grisáceo en la base de porcelana, y muy diferentes del estilo que haría famoso a la cerámica Hirado.
En 1712 se produjo un avance crucial, cuando un alfarero de las aldeas de Hirado descubrió un yacimiento mejor de caolín en las Islas Amakusa, frente a la costa. Esto hizo que la porcelana fuera más blanca, de mayor dureza y de calidad superior, por lo que los artículos de Hirado fueron más considerados. En los años siguientes se incorporaron pintores de la Escuela Kanō  y la Escuela Tosa, los primeros para temas vegetales detallados y los segundos para temas de animales, figuras y paisajes. Orientaron el estilo de la decoración hacia un lenguaje propio del diseño japonés pictórico. La gama de formas también se amplió enormemente, desde ser, principalmente, recipientes para alimentos y bebidas hasta incluir gran variedad de cajas, equipos para el escritorio como reposapinceles y algunos accesorios para la ropa como los netsuke.

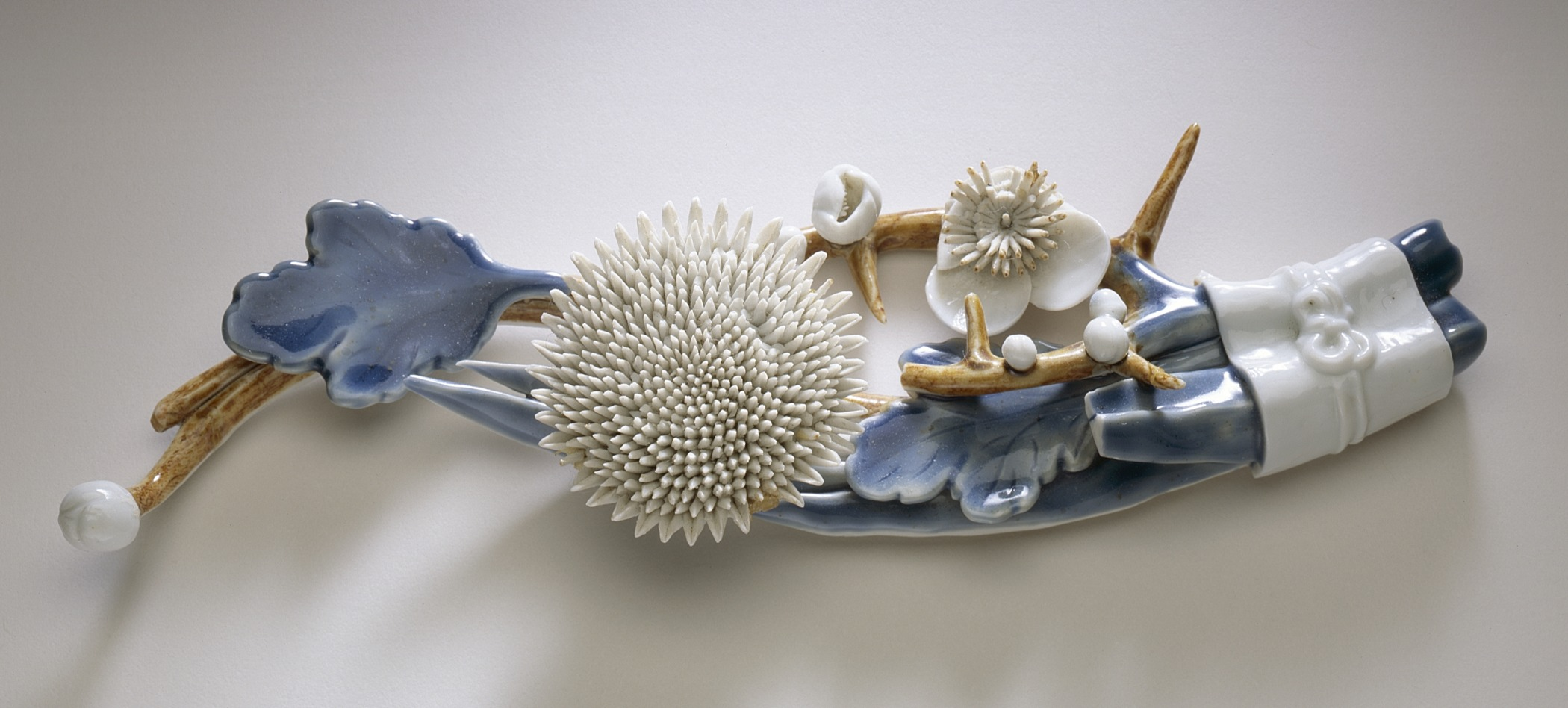
Pisapapeles con crisantemos y flores de ciruelo, bajo cubierta azul y marrón, siglo XIX

El motivo karako, que representa a niños chinos jugando persiguiendo mariposas con detalles de paisajes en el fondo, se convirtió en una característica distintiva de la cerámica Hirado. En un principio, el número de niños mostrados estaba estrictamente catalogado: siete para las piezas que se utilizaban como obsequio al emperador o shōgun, cinco para los daimyō y altos funcionarios, y tres para los demás. Más tarde se representaron niños similares modelados como figuras. Comenzaron a aparecer vasijas escultóricas con forma de animales, así como diseños que incluían relieves y pequeñas figuritas okimono que eran puramente decorativas. Estas tendencias ya existían antes del crecimiento de las exportaciones tras la reapertura de Japón al mundo exterior en la década de 1850, y se llevaron a extremos aún mayores en el período posterior.
Gran parte de la cerámica Hirado eran recipientes para beber té, pero sobre todo cuencos para la bebida más cotidiana de sencha. Para la ceremonia del té japonesa el tipo de cuenco( chawan ) preferido por los maestros del té se utilizaban diseños más tradicionales realizados con otras arcillas más texturadas, no con porcelana, ya que tenían más carácter al tacto. Las jarras de agua para el agua fría en la ceremonia del té hicieron muy popular a la cerámica Hirado. El fino modelado y acabado de la cerámica Hirado se consideraba idóneo para los numerosos tipos de piezas pequeñas que se atribuían al «escritorio del erudito», como portapinceles, cuentagotas, pisapapeles y biombos de escritorio.

Aunque los diseños principales fueron los de azul bajo cubierta sobre blanco, tras encontrar un mejor caolín en 1712 se utilizaron otros tipos de decoración, bien para detalles o como colorante principal. Estas incluían el uso de porcelana sin esmaltar, celadón bajo cubierta y otros colores, y vidriados sobre cubierta. En el siglo XIX, los ceramistas también imitaban la porcelana de Nabeshima e incluso la porcelana de Worcester.

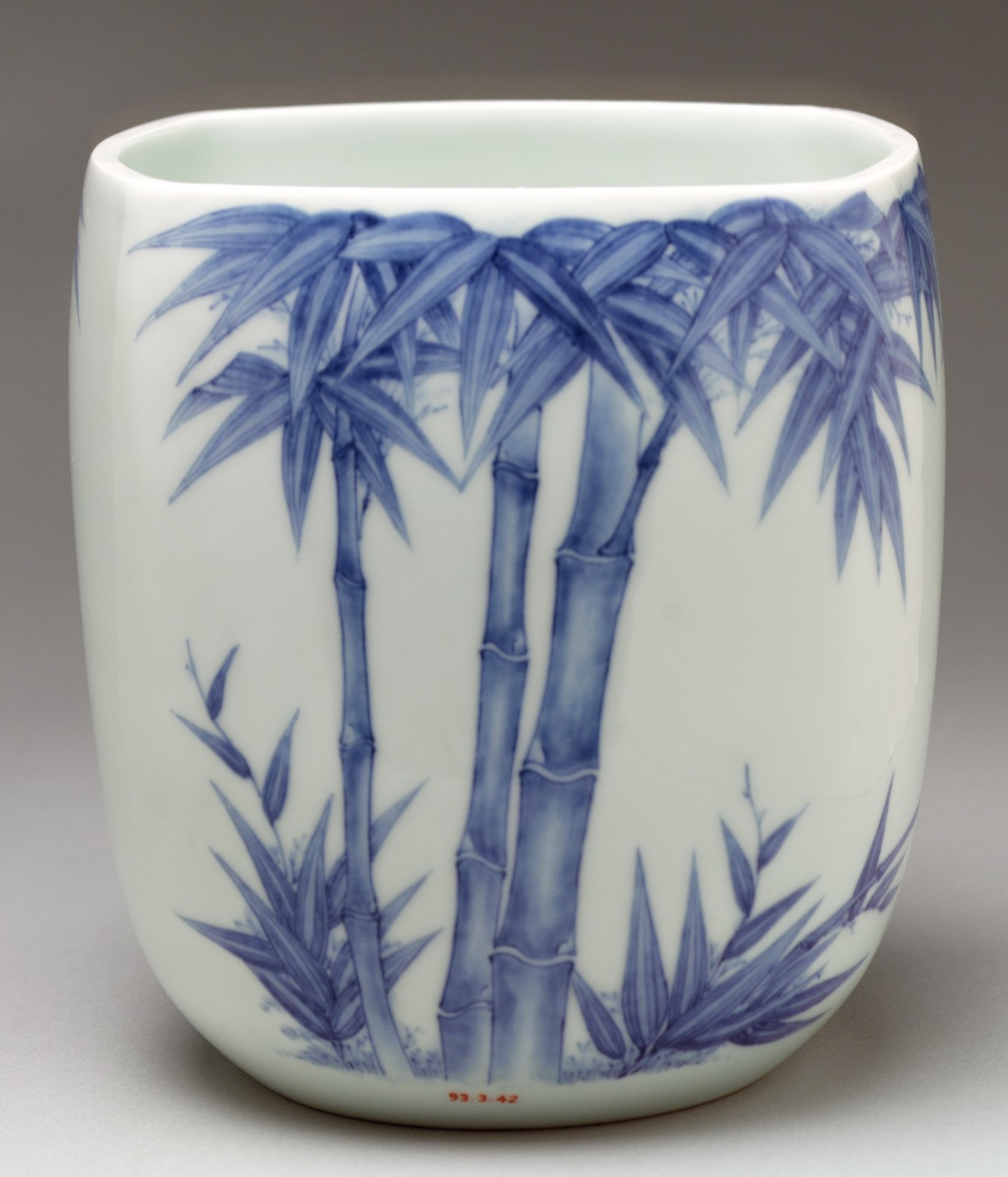
Jarra de agua (para la ceremonia del té) con bambú, primera mitad del siglo XVIII
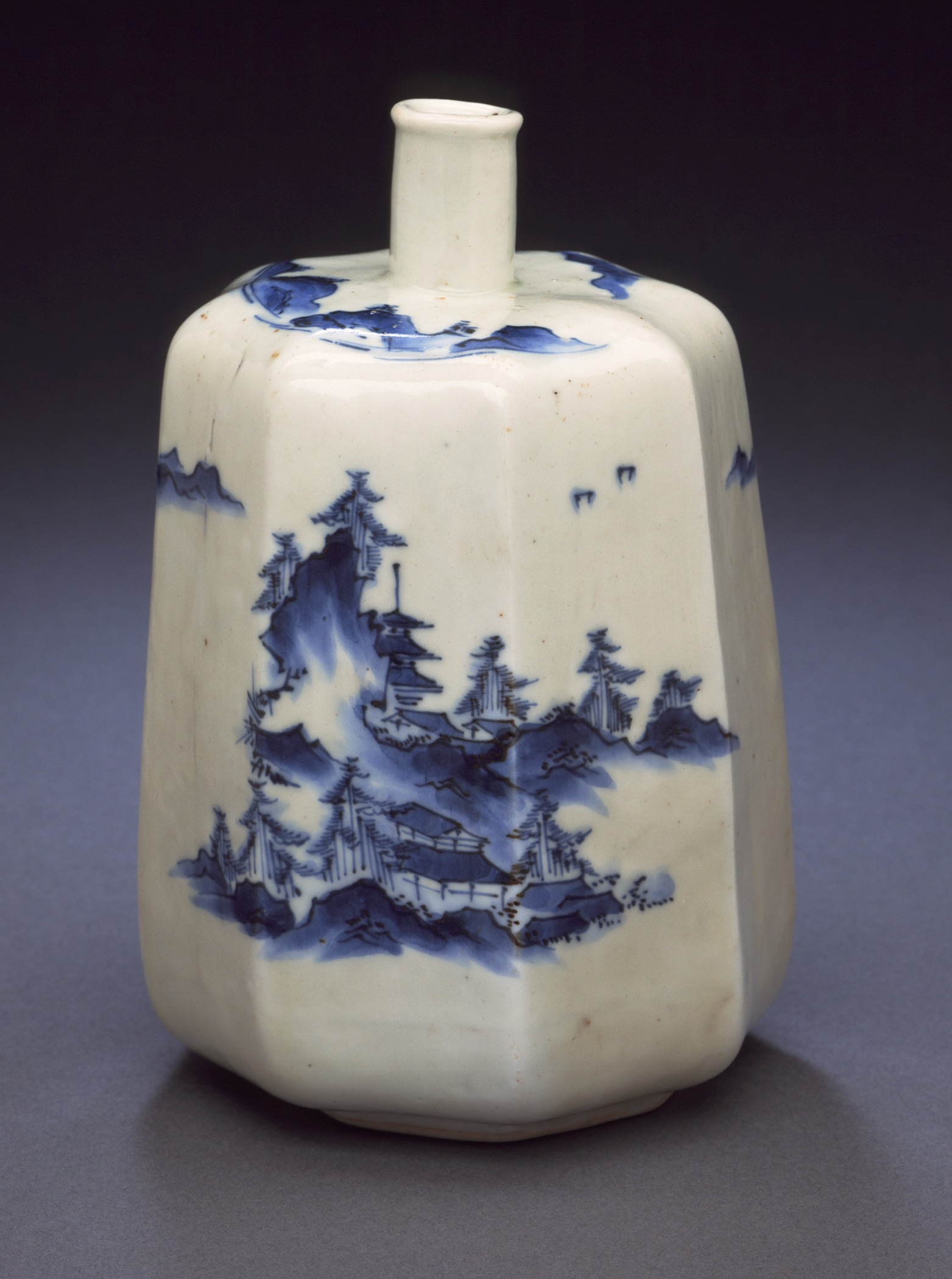
Frasco de sake (Tokkuri) con paisaje, segunda mitad del siglo XVIII
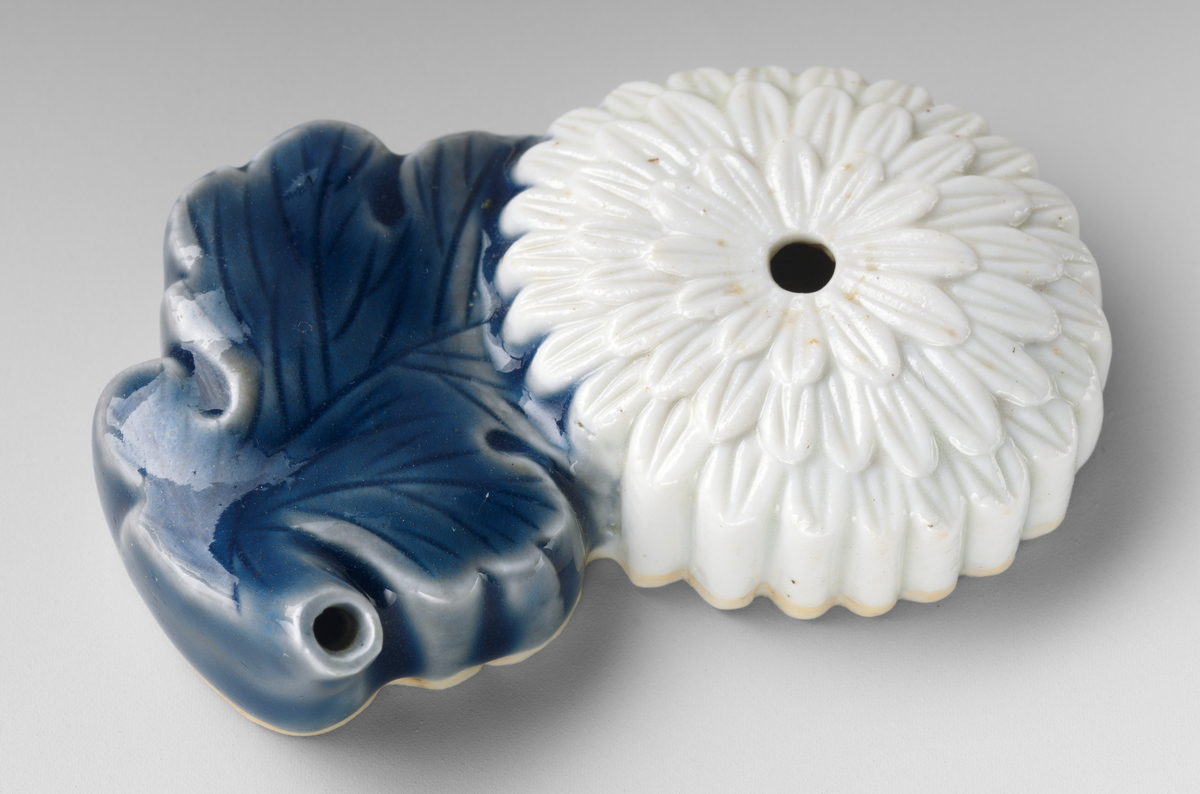
Gotero en forma de crisantemo, antes de 1827
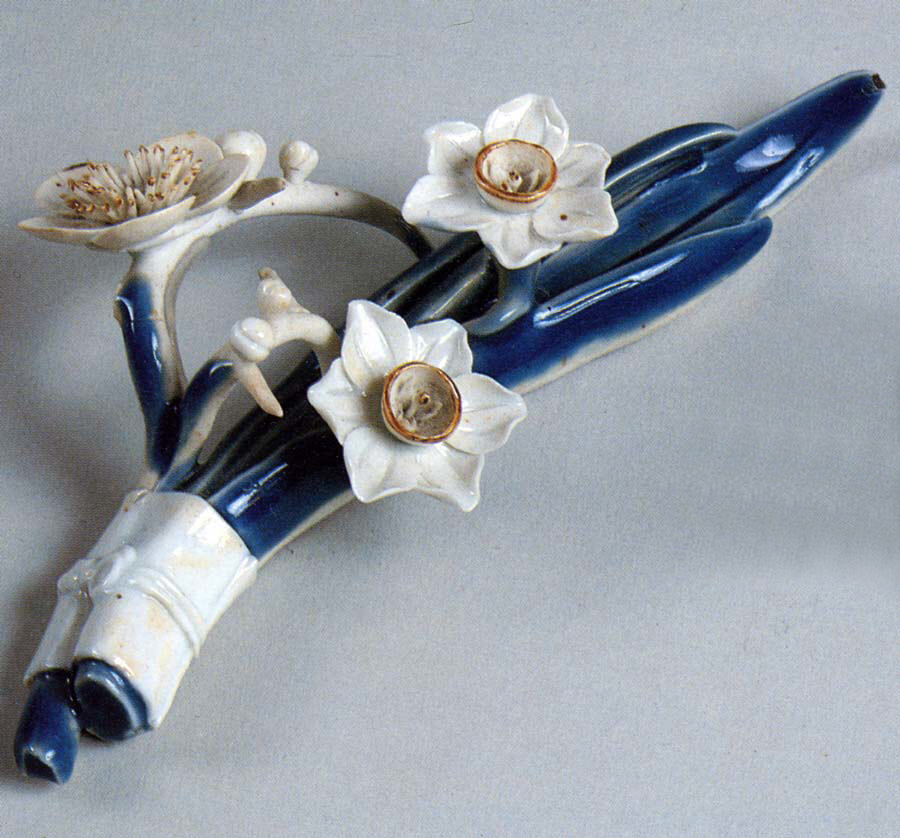
Reposapinceles en forma de espray de narciso, con vidriados sobrecubierta, anterior a 1827
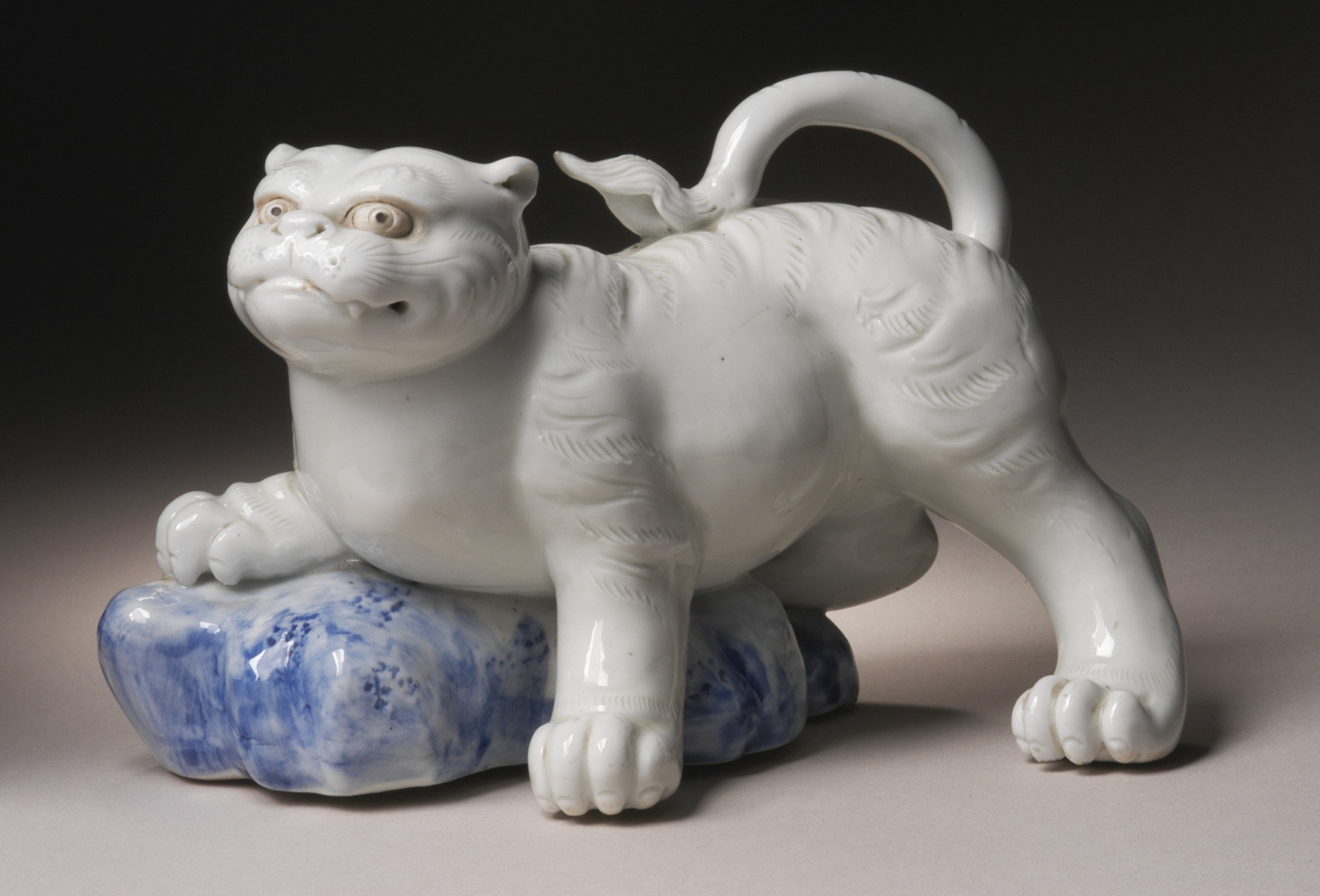
Figura de Okimono en forma de tigre sobre una roca, siglo XIX
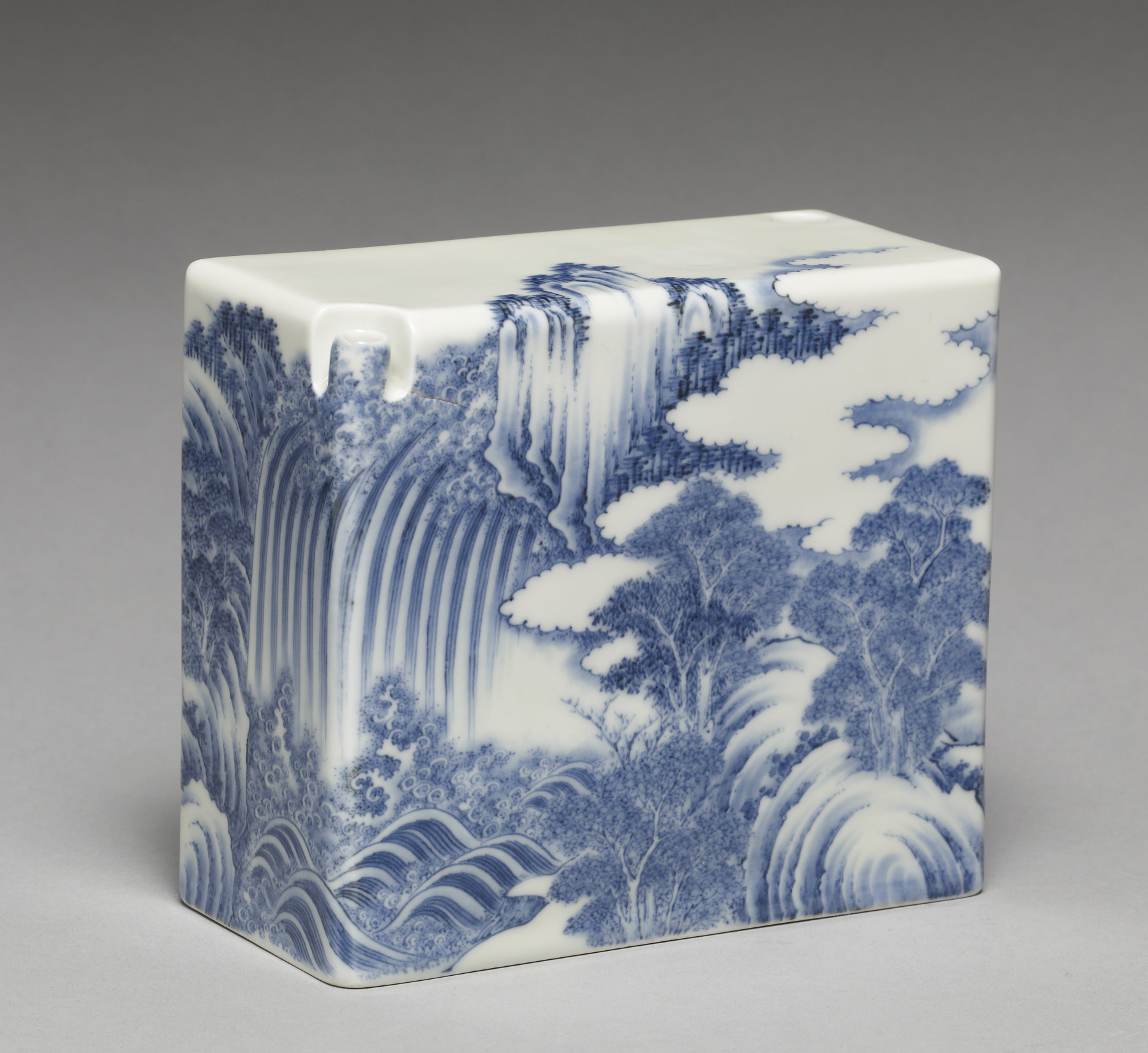
Jarra de sake de un juego de picnic portátil, década de 1830
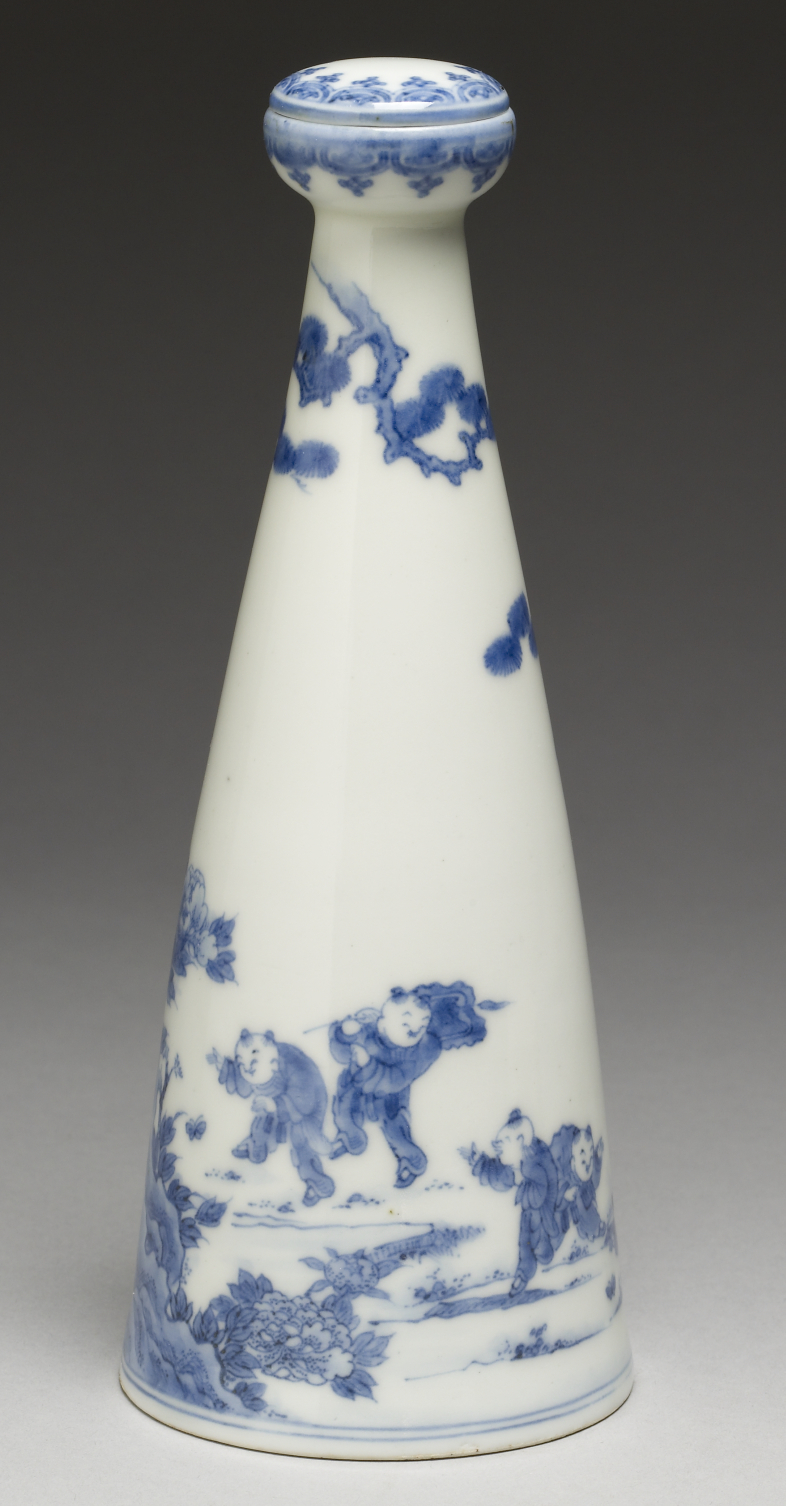
Botella de sake ("Tokkuri") con niños persiguiendo mariposas (siete en total),  1830–1860
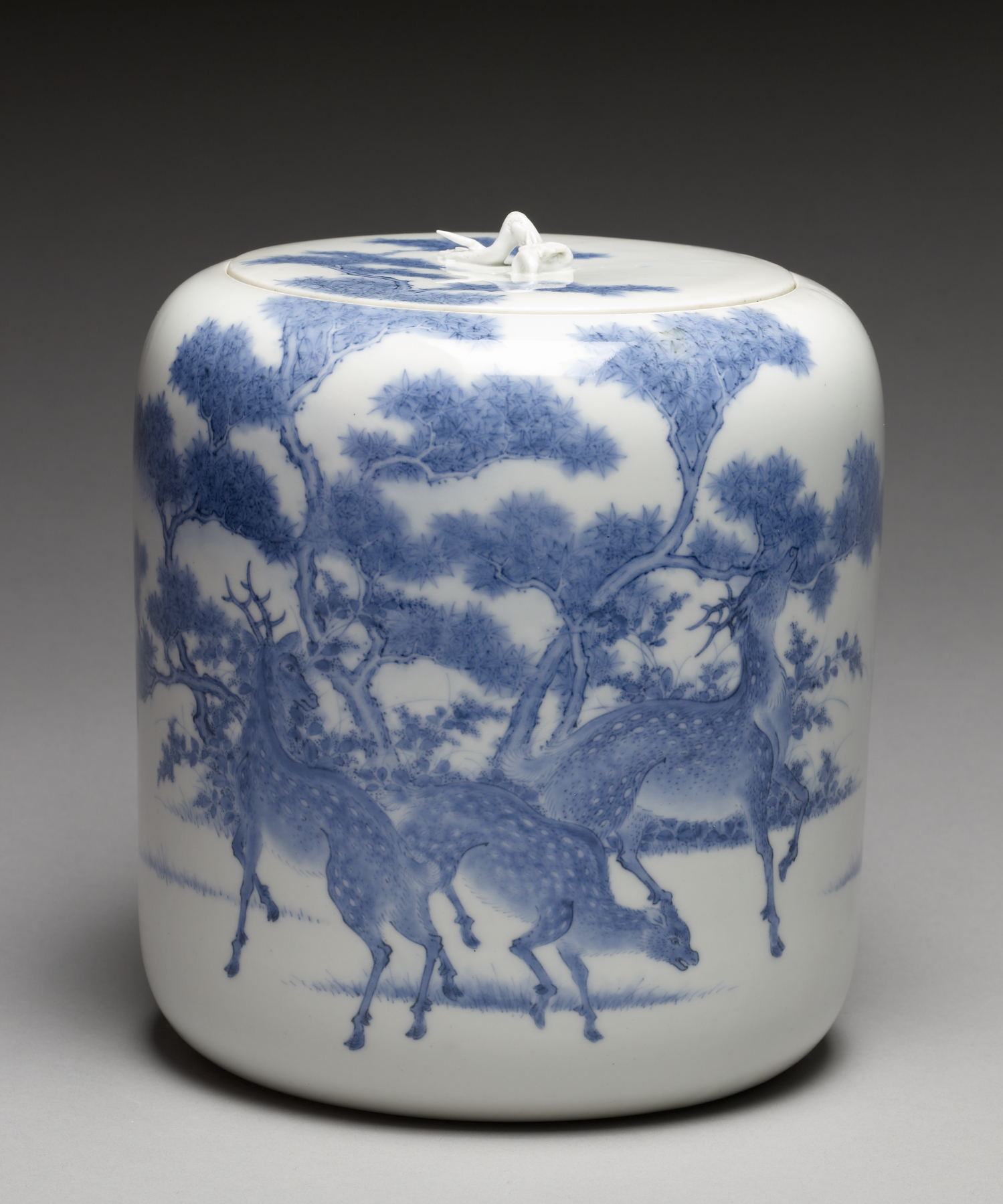
Jarra de agua dulce Mizusashi con decoración de ciervos bajo arces de Imamura Rokuro, 1870-1890
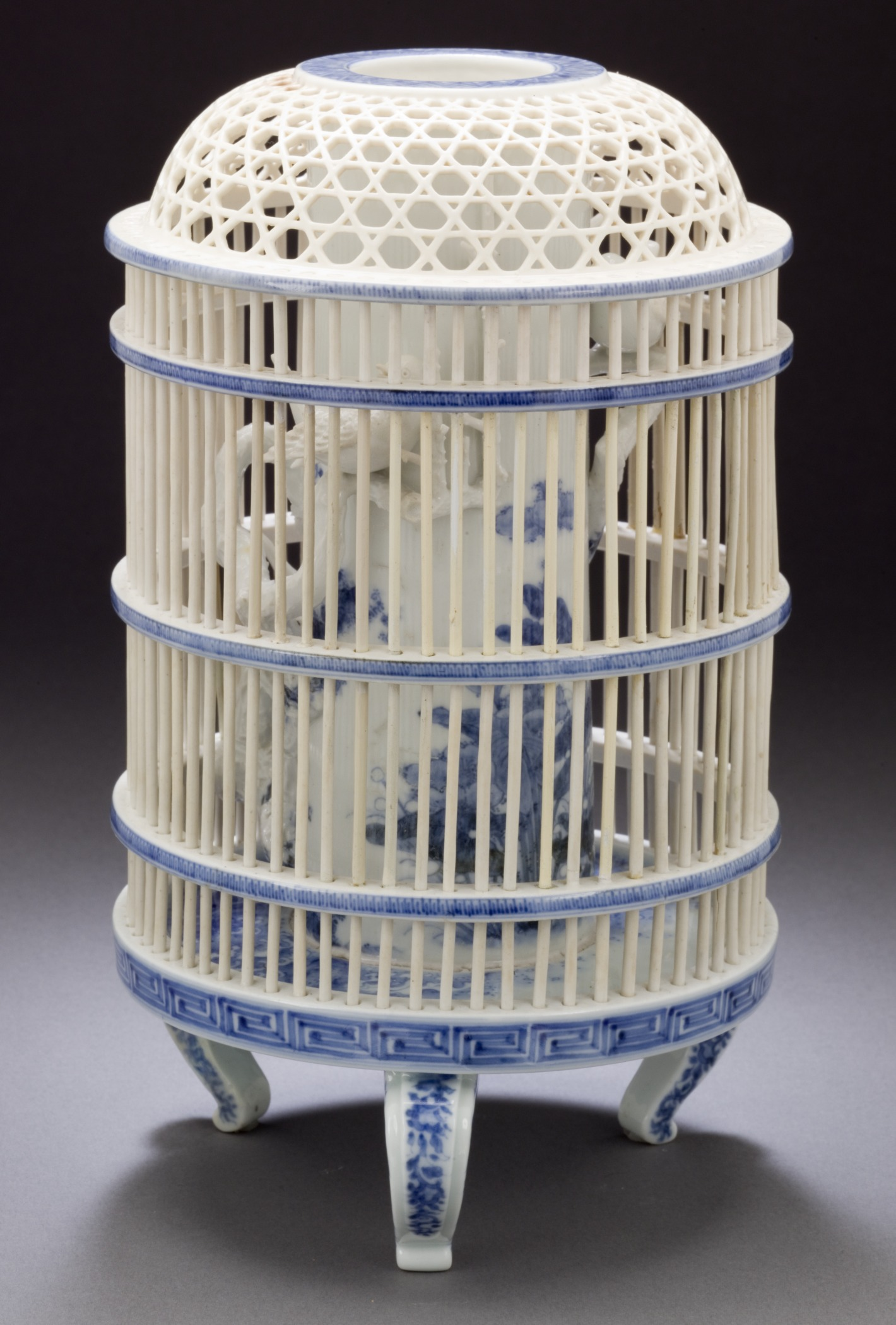
Pájaros enjaulados de finales del siglo XIX: una obra maestra de trabajo calado
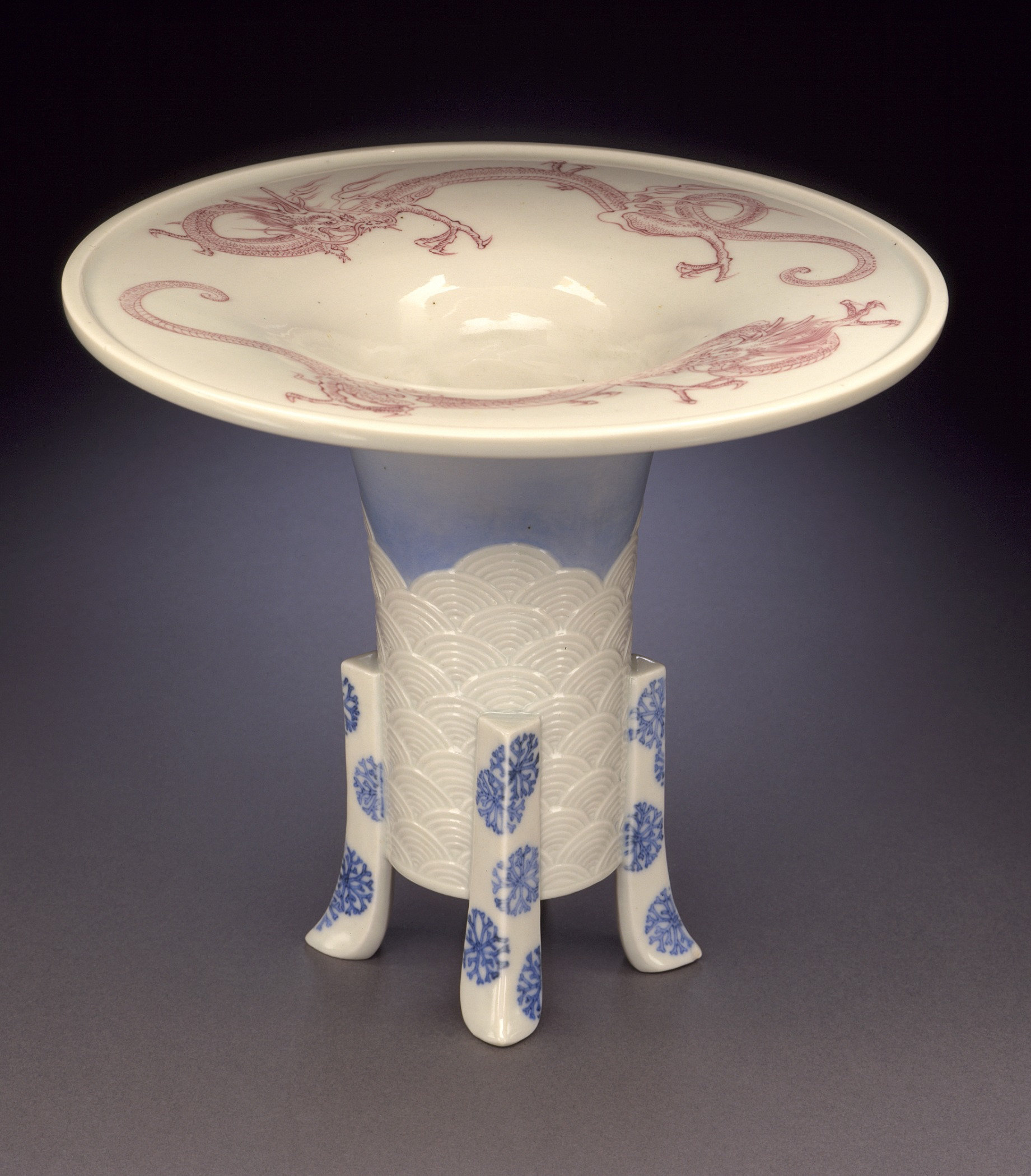
Jarrón de finales del siglo XIX con dragones y olas, bajo cubierta azul y rojo.